# Enrique Vera
Enrique Vera, mais conhecido como Vera (Assunção, 10 de março de 1979), é um ex-futebolista paraguaio que atuava como volante.
Vera jogou no Paraguai, México e Equador.

## Carreira
Chamado de Rambert devido a sua semelhança fisica com o ex-atacante argentino Sebastián Rambert, iniciou a sua carreira em 1999 atuando pelo modesto clube paraguaio chamado Resistencia da Segunda Divisão do futebol do país. Logo após, no ano 2000, passou a atuar pelo Sol de América, aonde permaneceu até o final do ano de 2002. Em 2003 é contratado pelo Iteño e permanece durante uma temporada. Curiosamente, nunca disputou a primeira divisão do campeonato paraguaio.
Em 2004 se muda para o Equador contratado pelo Aucas da cidade de Quito. Em 2006 um grande salto em sua carreira, Vera é emprestado à Liga Deportiva Universitaria de Quito, um dos mais importantes clubes do país que na época era treinado pelo peruano Juan Carlos Oblitas.
Em 2008, logo após ter realizado uma grande temporada no ano anterior e ser eleito o melhor jogador da Liga equatoriana, foi pretendido pelo Libertad de seu país, mas acabou retornando à LDU Quito, vindo a conquistar a Copa Libertadores da América em cima do Fluminense.
Poucos dias após a grande conquista, Vera recebeu uma importante oferta do América do México a pedido do próprio técnico da equipe Ramón Díaz. A diretoria decidiu que não poderia segurá-lo e aceitou a proposta.
Em abril de 2009, Vera foi separado da equipe principal do América e emprestado, por tempo indeterminado, ao Socio Águila (filial do América), devido a um ato de indisciplina cometido quando foi substituido pelo seu treinador Jesús Ramírez durante uma partida pela 15ª rodada do Torneio Clausura. Dias depois pediu desculpas publicamente pelo seu ato e é reintegrado ao grupo.
Logo após, Vera foi "repatriado" pela LDU Quito, com a qual conquistou a Recopa Sul-Americana frente ao Internacional. Vera marcou o terceiro gol do time no último jogo da final, vencido pela LDU Quito por 3 a 0.

## Títulos
LDU Quito
- Campeonato Equatoriano - 2007, 2010
- Copa Libertadores da América - 2008
- Recopa Sul-Americana - 2009
- Copa Sul-Americana - 2009